# Edward Lewiński (oficer)
Edward Lewiński (ur. 16 lipca 1893, zm. po 1939) – kapitan administracji Wojska Polskiego, kawaler Orderu Virtuti Militari.

## Życiorys
Urodził się 16 lipca 1893. Po zakończeniu I wojny światowej, jako były oficer armii rosyjskiej został przyjęty do Wojska Polskiego i zatwierdzony do stopnia porucznika. Uczestniczył w wojnie polsko-bolszewickiej w szeregach 32 pułku piechoty, a za swoje czyny otrzymał Krzyż Srebrny Orderu Wojskowego Virtuti Militari. Został zweryfikowany w stopniu porucznika ze starszeństwem z dniem 1 czerwca 1919 w korpusie oficerów piechoty. W latach 20. pozostawał oficerem macierzystego 32 pułku piechoty, stacjonującego w Modlinie. 1 grudnia 1924 został mianowany kapitanem ze starszeństwem z dniem 15 sierpnia 1924 i 140. lokatą w korpusie oficerów piechoty. Od stycznia 1931 pełnił służbę w Powiatowej Komendzie Uzupełnień Sanok. Później został przeniesiony do korpusu oficerów administracji. W 1939 był kierownikiem I referatu ewidencji w Komendzie Rejonu Uzupełnień Sanok.

## Ordery i odznaczenia
- Krzyż Srebrny Orderu Wojskowego Virtuti Militari[14] nr 4493 – 1921[4]
- Krzyż Walecznych